# Шрейдер, Владимир Александрович
Влади́мир Алекса́ндрович Шре́йдер (род. 12 мая 1985, Абакан) — российский дизайнер и художественный руководитель. Основатель мобильных приложений Glitché и SLMMSK.
В 2015 году британский The Guardian назвал Шрейдера одним из 30 влиятельных жителей Москвы до 30 лет.

## Биография
Начал работать дизайнером в 14 лет. Создавал сайты и обложки дисков музыкантов московского лейбла Solnze Records. В 2003 году сайт композитора Олега Кострова был номинирован на Национальную Интернет Премию.Окончил факультет зарубежной филологии Хакасского государственного университета имени Н. Ф. Катанова. Сотрудничал с центром современного искусства имени Сергея Курехина. Работал над иллюстрациями к провокационной книге Ксении Собчак «Энциклопедия лоха» (совместно с Андреем Бартеневым).
С 2008 по 2010 год работал ведущим дизайнером Студии Артемия Лебедева, где проектировал сайты аэропорта Шереметьево, Московской городской телефонной сети, компании Microsoft и других клиентов. Является автором популярного плаката «Молоко». Писал рецензии в рубрике «Бизнес-линч» на сайте студии.
С 2010 по 2013 годы был арт-директором издательского дома Look At Media, где руководил созданием коммерческих проектов Look At Me, The Village и других изданий. В 2011 году сайт Adme.ru назвал Шрейдера в числе самых награждаемых арт-директоров России за работу над кампанией «Защити амурского тигра» (Photoshooting), удостоенной Бронзового Льва на международном фестивале рекламы «Каннские львы». Является соавтором проекта «The Village: Парковки» («Лох парковки», Parking Douche), удостоенного Золотого Льва на фестивале в Каннах, престижных премий D&AD, One Show Interactive, Epica и других. Создавал интернет-кампании для Intel, Marc Jacobs, Martini, MasterCard, Nokia, Opel, Samsung, Mini, Smart, Volkswagen, Beeline и других клиентов. В 2012 году Look At Media занял первое место в категории «Интерактив» в рейтинге Ассоциации Коммуникационных Агентств России (АКАР) и был назван лучшим независимым агентством и брендом года на международном фестивале Golden Drum.
Создал авторский принт для глобальной линейки футболок бренда Uniqlo, которая появилась в продаже в апреле 2013 года.
В ноябре 2013 года поступил в Институт проблем современного искусства на курс «Новые художественные стратегии».
В феврале 2015 года назначен директором по продуктам компании «Афиша».
В разное время входил в состав жюри профессиональных фестивалей Ukrainian design: The very best of, «Идея!», Post It Awards, Best in Digital и ADCR Awards. В 2013 году интервью с Владимиром было опубликовано в книге Гранта Хантера (Grant Hunter) Newsjacking: The Urgent Genius of Real-Time Advertising, посвященной выдающимся примерам креативной рекламы со всего мира.
Сыграл эпизодическую роль в фильме «Generation П» по одноимённому роману Виктора Пелевина о становлении рекламной индустрии в России.

## Независимые проекты

### Glitché
Glitché — мобильное приложение для редактирования изображений при помощи цифровых ошибок и визуальных искажений. Проект был создан Шрейдером вместе с разработчиком Борисом Головневым (позже к команде присоединились веб-разработчики Иван Шорников и Дмитрий Яковлев) на собственные средства и был запущен в апреле 2013 года. Приложение получило широкое распространение в индустрии моды, а так же среди музыкантов и звезд шоу-бизнеса. За работу над Glitché журнал «Афиша» назвал Шрейдера в числе авторов лучших стартапов России. Издание Slon.ru присвоило проекту первое место в списке самых перспективных команд стартапов рунета.
Известный фотограф Ник Найт (Nick Knight) неоднократно использовал Glitché в своих работах. Одной из таких съемок стал проект для британского издания The Independent Magazine, в котором фотограф при помощи приложения снимал Лили Аллен, Игги Азалию, Келли Брук и других звезд. Вместе с Николой Формикетти Ник Найт создал рекламную кампанию бренда Diesel, материалы которой так же были полностью сняты на мобильный телефон и обработаны в Glitché.
Проект был назван лауреатом «интернет-Оскара» The Webby Awards 2015 в категории Mobile: Experimental & Innovation, получил интернет-премию FWA (Favourite Website Awards), а так же принял участие в онлайн-биеннале цифрового искусства The Wong. Приложение было использовано для оформления видеоматериалов 31-й церемонии вручения музыкальных наград MTV Video Music Awards 2014. Работы пользователей приложения не раз становились темами публикаций в прессе. На сайте проекта организована галерея работ известных пользователей, где представлены произведения Ким Кардашян, The Glitch Mob, Boys Noize, рэппера Travis Scott и других.

### Антиселфи
В августе 2014 года Шрейдер «объявил войну» селфи и под маркой Glitché выпустил приложение SLMMSK, ставшее хитом. Программа позволяет создавать так называемые «антиселфи» — селфи, намеренно искажённые визуальными эффектами при помощи автоматического распознавания лица в реальном времени. В день выхода приложения пользователи Instagram опубликовали с помощью SLMMSK больше тысячи снимков. Американское издание Yahoo подчеркнуло, что с выходом приложения «мы вступили в эпоху пост-селфи». Сайт «Афиша. Воздух» назвал SLMMSK одним из лучших мобильных приложений 2014 года.